# モンゴリアン・バンホール
モンゴリアン・バンホール（Mongolian Bankha）は中型犬の一種。モンゴルの遊牧犬である。

## 歴史
モンゴルの歴史に置いても最も古いイエイヌであり、長年遊牧民族の飼い犬、または牧羊犬として飼われていた。しかし、1960年代に入りモンゴリアン・バンホールは疫病を広めると考えられたため、大規模な殺処分に見舞われるという事態に発展し、一時は数が激減したという。だが近年運動家の努力により､絶滅回避だけでなく秘められた能力や従順性など見なおされる傾向にあるという。